# Эншвиль
Эншвиль (фр. Eincheville) — коммуна на северо-востоке Франции, регион Гранд-Эст (бывший Эльзас — Шампань — Арденны — Лотарингия), департамент Мозель. Относится к кантону Гротенкен.

## Географическое положение
Эншвиль расположен в 320 км к востоку от Парижа и в 35 км к востоку от Меца. 

## История
- Деревня была поделена между сеньоратами Моранжа и Фолькемона.
- Позже принадлежала тамплиерам.
- В 1813—1835 годах была объединена с Ландрофом.
- В 1866 году деревня была поражена эпидемией холеры.
- Во время Второй мировой войны подверглась сильным разрушениям.

## Демография

Население Эншвиля.

По переписи 2011 года в коммуне проживало 228 человек.

## Достопримечательности
- Путь римской дороги.
- Церковь Сен-Гандульф (1855), неоготика.
- Часовня де-ла-Презантасьон (1808).